# 達維德·蘭扎法梅
達維德·蘭扎法梅 （Davide Lanzafame，1987年2月9日—）是意大利男子足球運動員。在場上司職前鋒或邊鋒。目前他被巴勒莫和尤文圖斯共同所有，并被外借到帕爾馬。2008年7月1日，作為阿毛里轉會的一部分，蘭扎法梅自尤文圖斯轉會到巴勒莫，那時尤文圖斯仍有其一半所有權，2011年6日為巴勒莫完全所有。